# Xanthopimpla ankhu
Xanthopimpla ankhu är en stekelart som beskrevs av Ian D. Gauld 1984. Xanthopimpla ankhu ingår i släktet Xanthopimpla och familjen brokparasitsteklar. Inga underarter finns listade i Catalogue of Life.